# Henri Chapu
Henri-Michel-Antoine Chapu (Le Mée, 29 settembre 1833 – Parigi, 21 aprile 1891) è stato uno scultore e medaglista francese noto per l'uso dell'allegoria nelle sue opere.

## Biografia
Di umili origini, Chapu si trasferì a Parigi con la famiglia, entrando nel 1847 alla Petit École per studiare disegno e decoro. Ammesso alla scuola delle Belle Arti nel 1849, l'anno seguente cominciò a lavorare e studiare con il noto scultore James Pradier. Dopo la morte di Pradier, avvenuta nel 1852, Chapu divenne allievo di un altro scultore, Francisque Duret. 
La vincita del prix de Rome per la scultura nel 1855 gli permise di trascorrere cinque anni in Italia. Grande successo gli venne tributato dopo la creazione delle statue raffiguranti Mercurio (del 1861) e Giovanna d'Arco (1870); in quest'ultima opera la fanciulla è raffigurata come una contadina; una riproduzione in grande scala di Jeanne d'Arc è esposta alla Longwood University a Farmville (Virginia). Ebbe come allievo nel 1888 lo scultore Jean Boucher presso l'Académie Julian.